# Out of Sight (Hooverphonic)
Out of Sight è il secondo singolo estratto dall'album The Magnificent Tree della band Hooverphonic.
Per la promozione del singolo la canzone è stata riarrangiata e remixata dallo stesso Alex Callier.
In una delle due versioni del singolo vi sono il videoclip e la b-side Sunday Morning, brano mai lasciato fuori dalla scaletta dei concerti del The Magnificent Tree Tour.
Secondo alcune indiscrezioni, in principio sarebbe dovuta essere il tema principale di un film di James Bond.

## Tracce

### CD Singolo
1. Out Of Sight (Al Stone Mix)
2. Out Of Sight (Album Version)

### CD Maxi Singolo
1. Out Of Sight (Al Stone Mix)
2. Out Of Sight (Album Version)
3. Sunday Morning
4. Out Of Sight (Video)